# La doble vida del faquir
La doble vida del faquir es una película  de España, dirigida por Elisabet Cabeza y Esteve Riambau en 2005, y protagonizada por Joan Altamiras, Xavier Bagué Bofill, Jordi Bertran, Ramón Cléries, María Teresa Pascual, Artur Pous y Lluís Ros.

## Sinopsis
La buhardilla de un colegio construido a finales del siglo XIX en Sant Julià de Vilatorta aloja un viejo proyector cinematográfico que vuelve a funcionar para proyectar una película rodada allí mismo en 1937: "Imitando al faquir". Los protagonistas eran los alumnos de aquella institución, entonces huérfanos y ahora venerables espectadores de su propia infancia atrapada en las imágenes rodadas por Felip Sagués, un cineasta amateur refugiado durante la guerra civil en este pueblo próximo a Vic. Carmina Sagués evoca la figura de su padre mientras cinco de los protagonistas de "Imitando al faquir" rememoran el rodaje y la vida cotidiana en aquella escuela gestionada por curas. A estos testimonios se añade el de María Teresa Pascual, hija de un marqués que veraneaba en Sant Julià y protagonista femenina del film. Ella y Artur Pous, el chico que interpretaba al valiente explorador que se disfraza de faquir para liberar a su hermana de ficción de las garras de un perverso sultán, no han vuelto a verse desde que compartieron aquella aventura adolescente y ahora rememoran la experiencia. Un grupo de alumnos de ahora, de la misma escuela, asisten a una proyección de la película protagonizada por sus viejos condiscípulos. La escena final que contemplan, una batalla campal de intención cómica, remite a una guerra mucho más sangrienta que se luchaba cada vez más cerca de las puertas del colegio. Los recuerdos del final de la guerra dejan paso a una nueva aventura cinematográfica protagonizada por algunos de los alumnos que hoy acuden al colegio. Los niños se vuelven a disfrazar de sultanes delante de un espejo que borra la frontera entre el pasado y el presente y un nuevo faquir, interpretado por el cineasta Joaquín Jordá, les propone otro juego de magia, un hechizo derivado de un azar que, a la vez, ilumina las paradojas de la memoria histórica.